# مسجد خواجه روح‌الله
مسجد خواجه روح‌الله مربوط به دوره صفوی است و در اصفهان، خیابان مسجد سید، کوی شهید حق‌شناس واقع شده و این اثر در تاریخ ۱۷ اسفند ۱۳۸۱ با شمارهٔ ثبت ۷۶۳۷ به‌عنوان یکی از آثار ملی ایران به ثبت رسیده است.